# Qarah Valīlū
Qarah Valīlū (persiska: قره ولیلو) är en ort i Iran.   Den ligger i provinsen Ardabil, i den nordvästra delen av landet, 500 km nordväst om huvudstaden Teheran. Qarah Valīlū ligger 1 434 meter över havet och antalet invånare är 101.
Terrängen runt Qarah Valīlū är kuperad norrut, men söderut är den platt. Terrängen runt Qarah Valīlū sluttar söderut. Runt Qarah Valīlū är det ganska tätbefolkat, med 56 invånare per kvadratkilometer. Närmaste större samhälle är Qowsheh-ye Bālā, 8,8 km sydost om Qarah Valīlū. Trakten runt Qarah Valīlū består i huvudsak av gräsmarker.